# Avia Solutions Group Arena

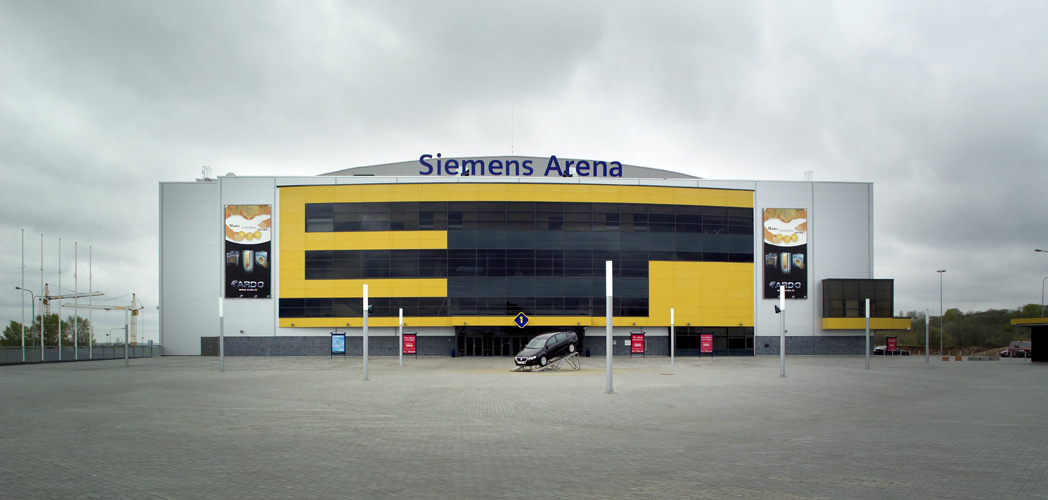
Imagem externa da arena.

A Avia Solutions Group Arena é uma arena multiuso localizado na cidade de Vilnius, na Lituânia, com capacidade máxima de 12 500 pessoas.
O local foi aberto em 2004 com o nome de Siemens Arena, e tornou-se o primeiro centro esportivo do país a receber eventos e atrações internacionais. É a sede do time de basquetebol do Rytas Vilnius.